# Mont Blanc (Luna)
Il Mont Blanc è una struttura geologica della superficie della Luna.